# FC Lugano
Football Club Lugano je švicarski nogometni klub iz Lugana. Natječe se u švicarskoj Superligi, u najjačem razredu švicarskog nogometa. Domaće utakmice igraju na Stadionu Cornaredo koji može primiti 6330 gledatelja. Nakon bankrota 2004. godine klub se preimenovao u AC Lugano, ali već je 2008. godine vratio svoj povijesni naziv FC Lugano. Tijekom povijesti više se puta selio kroz prvu i drugu ligu.

## Vanjske poveznice
- Službene stranice